# Saint-Étienne-du-Vauvray
Saint-Étienne-du-Vauvray ist eine französische Stadt mit 890 Einwohnern (Stand: 1. Januar 2022) im Département Eure in der Region Normandie. Sie gehört zum Arrondissement Les Andelys und zum Kanton Louviers.

## Geografie
Saint-Étienne-du-Vauvray liegt etwa 30 Kilometer südsüdöstlich von Rouen zwischen den Flüssen Eure und Seine. Umgeben wird Saint-Étienne-du-Vauvray von den Nachbargemeinden Le Vaudreuil im Norden, Porte-de-Seine im Osten, Saint-Pierre-du-Vauvray im Süden und Südosten sowie Val-de-Reuil im Westen und Nordwesten.

## Geschichte
| Jahr      | 1962 | 1968 | 1975 | 1982 | 1990 | 1999 | 2006 | 2018 |
| --------- | ---- | ---- | ---- | ---- | ---- | ---- | ---- | ---- |
| Einwohner | 592  | 643  | 638  | 613  | 680  | 688  | 704  | 878  |